# جولز كوتارد
جولز كوتارد (بالفرنسية: Jules Cotard) (1 يونيو 1840 في إسودان، أندر (إقليم فرنسي) - 19 أغسطس 1889) طبيب أعصاب فرنسي اشتهر بـ متلازمة وهم كوتار، وهو اضطراب نفسي نادر يتوهم المصاب به بأنه ميِّت (مجازيًّا أو حرفيًّا)، أو غير موجود، متعفن أو فقد دماءه أو أعضاءه الداخلية. وفي حالات نادرة يتوهم المصاب بالخلود. تحدث متلازمة الجثمان السائر عادةً للأشخاص الذين يعانون من اضطرابات نفسية أخرى مثل الفصام أو الاضطراب ثنائي القطب، وفي بعض الأحيان جرّاء صدمات نفسية أو إصابات جسدية كحوادث السير وغيرها.

## تعليمه
درس كوتارد الطب في باريس، ثم ذهب في وقت لاحق للعمل كمتدرب في مستشفى بيتي سالبترير، حيث عمل لـ جان مارتن شاركو.

## مهنته
أصبح كوتارد مهتماً بشكل خاص بالحوادث الدماغية الوعائية (المعروفة باسم "السكتات الدماغية") وعواقبها، وأجرى تشريحاً للجث لكى يفهم أفضل كيفية تأثير تلك الحوادث على الدماغ. في عام 1869، غادر كوتار سالبتريير، وعند اندلاع الحرب الفرنسية البروسية، التحق بفوج المشاة كجراح فلكي. انتقل كوتارد إلى بلدة فانفيس في 1874، حيث بقي السنوات ال 15 الأخيرة من حياته. وقدم إسهامات خاصة لفهم مرض السكري والوهام. وفي آب / أغسطس 1889، مرضت ابنة كوتارد بـ الخناق، وقيل إنه رفض ترك سريرها لمدة 15 يوما إلى أن تتعافى. ثم أُصيب كوتارد بالمرض نفسه وتوفي في 19 آب / أغسطس.

## في الثقافة الشعبية
كان جولز كوتارد نموذج للحياة الحقيقية لشخصية الدكتور كوتارد في مارسيل بروست - البحث عن الزمن المفقود (رواية).
كان بطل فيلم سينكدوكي (نيويورك) يُدعى كادين كوتار وهو إشارة إلى مرض الوهم.

## وصلات خارجية
- أعمال أو نبذة عن جولز كوتارد على أرشيف الإنترنت
- Bourgeois، M (ديسمبر 1980). "[Jules Cotard and his syndrome a 100 years later]". Annales médico-psychologiques. فرنسا. ج. 138 ع. 10: 1165–80. ISSN:0003-4487. PMID:7013604.
- Förstl، H؛ Beats B (مارس 1992). "Charles Bonnet's description of Cotard's delusion and reduplicative paramnesia in an elderly patient (1788)". British Journal of Psychiatry. إنجلترا. ج. 160 ع. 3: 416–8. DOI:10.1192/bjp.160.3.416. ISSN:0007-1250. PMID:1562875.
- Pearn، J؛ Gardner-Thorpe C (مايو 2002). "Jules Cotard (1840-1889): his life and the unique syndrome which bears his name". Neurology. الولايات المتحدة. ج. 58 ع. 9: 1400–3. DOI:10.1212/wnl.58.9.1400. ISSN:0028-3878. PMID:12011289.
- Pearn، John؛ Gardner-Thorpe Christopher (مايو 2003). "A biographical note on Marcel Proust's Professor Cottard". Journal of Medical Biography. إنجلترا. ج. 11 ع. 2: 103–6. ISSN:0967-7720. PMID:12717539.
- Nagy، Agnes؛ Vörös Viktor؛ Tényi Tamás (أكتوبر 2008). "[About the Cotard's syndrome]". Neuropsychopharmacologia Hungarica: a Magyar Pszichofarmakológiai Egyesület lapja = official journal of the Hungarian Association of Psychopharmacology. المجر. ج. 10 ع. 4: 213–24. ISSN:1419-8711. PMID:19213200.
- Berrios GE, Luque R (1995) Cotard's Delusion or Syndrome?: A Conceptual History. Comprehensive Psychiatry, 36(3), 218-23.